# Vasili Arjipenko
Vasili Arjipenko (Mykolaivka, Ucrania, 28 de enero de 1957) es un atleta soviético retirado, especializado en la prueba de 400 m vallas en la que llegó a ser subcampeón olímpico en 1980.

## Carrera deportiva
En los JJ. OO. de Moscú 1980 ganó la medalla de plata en los 400 metros vallas, con un tiempo de 48.86 segundos, llegando a meta tras el alemán Volker Beck y por delante del británico Gary Oakes.